# John Adams Birthplace
Ne doit pas être confondu avec John Quincy Adams Birthplace.

La John Adams Birthplace est une maison à Quincy, au Massachusetts, dans le nord-est des États-Unis. Maison natale de John Adams, elle est protégée au sein de l'Adams National Historical Park. Classée National Historic Landmark depuis le 19 décembre 1960, elle est inscrite au Registre national des lieux historiques depui

## Description et histoire ancienne
La maison, une structure à ossature de bois de 2+1⁄2 étages gainée de panneaux de bois, est une maison classique de la Nouvelle-Angleterre avec deux chambres inférieures et deux supérieures construites autour d'une cheminée centrale massive. De nombreuses modifications ont été apportées au fil des ans, y compris la construction d'un appentis au XVIIIe siècle qui a ajouté deux chambres en bas et deux petites chambres supérieures. La façade principale est de trois baies de large avec l'entrée au centre. La porte est encadrée par des pilastres et surmontée d'un fronton enlacé et triangulaire.[3]
Le terrain sur lequel se trouve la maison a d'abord appartenu à William Needham, qui a construit une maison sur la propriété c. 1681. Le président John Adams fait référence au fait que son père a construit la maison dans une lettre à Benjamin Rush du 19 juillet 1812. Le cadrage du côté est intègre un certain nombre de bois réutilisés datant des années 1670."[4] Jean, le fils aîné du diacre Jean, est né dans la salle Est le 30 octobre (Octobre 19 O.S.), 1735.[3]

## Histoire ultérieure
À la mort du diacre en 1761, la maison est passée à son deuxième fils, Peter; l'aîné John a reçu la maison voisine, où John Quincy Adams est né de John et Abigail Adams en 1767. Peter a vécu dans la maison avec sa mère jusqu'en 1768, quand il s'est marié. En 1774, il vendit la maison à son frère John, qui la loua après la mort de leur mère en 1780. En 1803, Jean vendit les deux maisons à son fils, qui habitait la maison de sa naissance, et loua celle-ci. La maison a été occupée de 1810 à 1818 par le fils de John Quincy Adams, Thomas Boylston Adams.[3]
Les deux maisons sont restées dans la propriété de la famille Adams, et ont été louées jusqu'en 1885, lorsque la plupart des terres agricoles environnantes ont été vendues. Après avoir été vacant, Charles Francis Adams Jr. a autorisé le chapitre local des Filles de la Révolution américaine à utiliser la maison comme espace de réunion. Ce qu'ils ont fait jusqu'à ce que le chapitre se soit plié en 1950. Les Adams ont vendu la maison à la ville de Quincy en 1940, qui a transféré l'administration de la propriété à la Quincy Historical Society (qui avait précédemment repris la maison adjacente) en 1950.[3] Les deux maisons font maintenant partie du Adams National Historical Park et sont administrées par le National Park Service. Ils sont ouverts aux visites guidées.